# Rubber Band
«Rubber Band» es una canción escrita por el músico británico David Bowie. Fue grabado por primera vez en octubre de 1966 tras el despido de Bowie de Pye Records y fue publicado por Deram, subsidiaria de Decca Records, como sencillo en el Reino Unido el 2 de diciembre de 1966. La letra cuenta la historia de un hombre que va a la guerra y, luego de su retorno, descubre que su amante se ha enamorado del director de una banda de música.
Al igual que sus otros sencillos, «Rubber Band» fue un fracaso comercial. Sin embargo, los biógrafos de Bowie señalan que la canción representa un salto creativo en la composición del artista. La canción fue regrabada en febrero de 1967 para su álbum debut homónimo. Producida por Mike Vernon, la nueva versión presenta un tempo más lento  y una interpretación vocal variada de Bowie. London Records publicó la nueva versión como sencillo en los Estados Unidos el 27 de mayo de 1967. Desde entonces, ambas versiones han aparecido en varios álbumes recopilatorios.

## Antecedentes y grabación
Después de una serie de sencillos que no llegaron a las listas, David Bowie fue despedido de Pye Records en septiembre de 1966. Con la finalidad de asegurarle un nuevo contrato discográfico, su futuro mánager, Kenneth Pitt financió unas sesiones de grabación el próximo mes en los estudios R G en Londres. El 18 de octubre, Bowie y su banda de apoyo the Buzz, grabaron una nueva versión de «The London Boys», junto con dos nuevas canciones, «Rubber Band» y «The Gravedigger» (posteriormente conocida como «Please Mr. Gravedigger»). Se unieron a ellos para la sesión el trompetista Chick Norton y, para la tuba y el oboe, dos músicos desconocidos. Sin embargo, la banda no tenía experiencia con los arreglos de las canciones y tuvo que ser asistida por otros músicos para completar la sesión.
Dos días después de la sesión, Pitt le mostró la cinta de «Rubber Band» al jefe de promoción de Decca Records, Tony Hall, quien quedó impresionado: “Debo decir que sí me impresionó. Este tipo tenía un sonido tan diferente, un enfoque tan diferente.”, declarando en 1983. Cuatro días después, el 24 de octubre, Pitt mostró las pistas restantes al gerente de Decca, Hugh Mendl, y al productor interno Mike Vernon, quienes también quedaron impresionados, contratando a Bowie con la subsidiaria Deram Records.

## Composición
Musicalmente, «Rubber Band» es comparada por James Perone con las obras del director de orquesta John Philip Sousa. Los editores de NME, Roy Carr y Charles Shaar Murray, ven la canción como una “manifestación temprana de la fijación eduardiana que afectó las áreas más caprichosas del pop británico a mediados de los años 1960”. Otros artistas que exploraron las influencias eduardianas durante la era incluyeron a The Kinks en Arthur (Or the Decline and Fall of the British Empire) (1969) y the Beatles en Sgt. Pepper's Lonely Hearts Club Band (1967).
Líricamente, «Rubber Band» cuenta la historia de un hombre que va a la guerra y, luego de su retorno, descubre que su amante se ha enamorado del director de una banda de música. Bowie imita a a Anthony Newley en su interpretación vocal; Bowie lo había descubierto por primera vez a través de la serie de la BBC, The Strange World of Gurney Slade (1960). De acuerdo a O'Leary, Bowie uso a su abuelo Jimmy Burns como inspiración, aunque Nicholas Pegg lo niega. Pegg afirma que los “jardines de la biblioteca” de la letra están ubicados en Bromley.

## Versión deDavid Bowie
«Rubber Band» fue regrabada el 25 de febrero de 1967 en los estudios Decca en Londres durante las sesiones de David Bowie. Esta nueva versión, producida por Mike Vernon y diseñada por Gus Dudgeon, contó con un nuevo arreglo hecho por Arthur Greenslade. A diferencia de la versión original, que se mezcló solo en mono, la nueva versión se grabó en estéreo y se publicó en ambos formatos.
David Bowie fue publicada por Deram en el Reino Unido el 1 de junio de 1967. «Rubber Band» aparece como la tercera canción en el lado A del LP original. London Records publicó esta versión como un sencillo promocional en los Estados Unidos el 27 de mayo de 1967, con la canción «There Is a Happy Land» como lado B. Todas las tres versiones de la canción – el sencillo original en mono, y la versión del álbum en mono y estéreo – están disponibles en la edición remasterizada de David Bowie, publicada en 2010.

## Otros lanzamientos
- La canción fue publicado como sencillo junto con «The London Boys» como lado B el 2 de diciembre de 1966.[16]
- La canción ha aparecido en numerosos álbumes compilatorios de David Bowie:
  - The World of David Bowie (1970)
  - Images 1966–1967 (1973)
  - Another Face (1981)
  - The Collection (1985)
  - Rock Reflections (1990)
  - The Gospel According to David Bowie (1993)
  - The Deram Anthology 1966–1968 (1997)
  - London Boy (2001)
- La canción aparece en la banda sonora de la película promocional de 1969, Love You till Tuesday.[17]

## Créditos
Créditos según Chris O'Leary.
Versión de sencillo
- David Bowie – voz principal y coros
- Derek Boyes – órgano
- Dek Fearnley – bajo eléctrico
- John Eager – batería
- Chick Norton – trompeta
- Músicos desconocidos – tuba, oboe

Versión de David Bowie
- David Bowie – voz principal y coros
- Derek Boyes – órgano
- Dek Fearnley – bajo eléctrico
- John Eager – batería
- Músicos desconocidos – tuba, trompeta, oboe